# Hugh Coveney
Hugh Coveney (20 juillet 1935 - 14 mars 1998) est un homme politique irlandais du Fine Gael qui est ministre d'État au ministère des Finances de 1996 à 1997, ministre de la Marine et ministre de la Défense de 1994 à 1995 et lord-maire de Cork. de 1982 à 1983. Il est Teachta Dála (TD) pour la circonscription de Cork South-Centra de 1981 à 1982, de 1982 à 1987 et de 1994 à 1998.

## Jeunesse
Coveney est né dans l'une des familles prospères de « princes marchands » de Cork en 1935. Il fait ses études au Christian Brothers College de Cork, au Clongowes Wood College et au College of Estate Management de Londres. Il travaille comme métreur agréé dans le cabinet d'arpentage de son père, Patrick F. Coveney Associates (plus tard PF Coveney & Son). Il est ensuite membre de la Royal Institution of Chartered Surveyors. Il épouse Pauline Brown en 1969 ; et ils ont six fils et une fille.

## Carrière politique
Coveney est lord-maire de Cork de 1982 à 1983. Il est élu pour la première fois au Dáil Éireann en tant que député Fine Gael pour la circonscription de Cork South-Central lors des élections générales de 1981. Il perd son siège lors de la première élection générale de 1982, mais le reprend lors de la deuxième élection de la même année. Il perd de nouveau son siège aux élections générales de 1987 et ne participe pas aux élections générales de 1989 et de 1992. Il est réélu au Dáil en 1994 à la suite d'une élection partielle, provoquée par la démission du démocrate progressiste Pat Cox.
Il est nommé pour la première fois au Cabinet en 1994 sous la direction du Taoiseach John Bruton. Coveney est nommé ministre de la Défense et ministre de la Marine. Cependant, il est rétrogradé à un ministère subalterne l'année suivante après des allégations de contacts inappropriés avec des hommes d'affaires. Il aurait téléphoné à Bord Gáis pour demander que son entreprise familiale soit prise en considération pour un contrat avec l'État.

## Yachting
Le yacht Golden Apple of The Sun de Coveney (conçu par le designer Ron Holland, basé à Cork) participe avec succès à l'Admiral's Cup dans les années 1970.
Le yacht de 50 pieds Golden Apple est utilisé par la famille pour le projet "Sail Chernobyl". La famille fait le tour du monde en bateau pour collecter 650 000 € pour le Chernobyl Children's Project, une organisation caritative qui offre une assistance aux enfants touchés par la catastrophe de Tchernobyl en 1986.

## Décès
En mars 1998, il est devenu public que le tribunal Moriarty a interrogé Coveney pour savoir s'il possédait un compte offshore secret auprès de l'Ansbacher Bank, une banque connue pour faciliter l'évasion fiscale. Dix jours plus tard, le 13 mars 1998, Coveney rend visite à son avocat pour modifier son testament. Le lendemain, le 14 mars 1998, Coveney meurt en tombant d'une falaise en bord de mer alors qu'il marchait seul. Son fils, Simon Coveney, insiste sur le fait que son père n'a jamais détenu de compte Ansbacher. Il est apparu plus tard que Hugh Coveney avait 175 000 $ en dépôt dans la banque basée aux îles Caïmans. Le compte a été fermé en 1979.
Son fils, Simon, est élu député pour succéder à son père lors de l'élection partielle du 3 novembre 1998.